# Nōgata
Nōgata è una città giapponese della prefettura di Fukuoka.